# DoudouLinux
DoudouLinux è stata una distribuzione Linux basata su Debian e pensata per bambini dai 2 anni in su. Il nome DoudouLinux trae origine dalla parola francese doudou che indica un wubby (oggetto transizionale) come ad esempio una piccola coperta o un orsacchiotto di peluche.
DoudouLinux non riceve più aggiornamenti dal 2013 e il sito web del progetto non è più aggiornato dopo un ultimo post pubblicato sul blog nel 2015.

## Caratteristiche

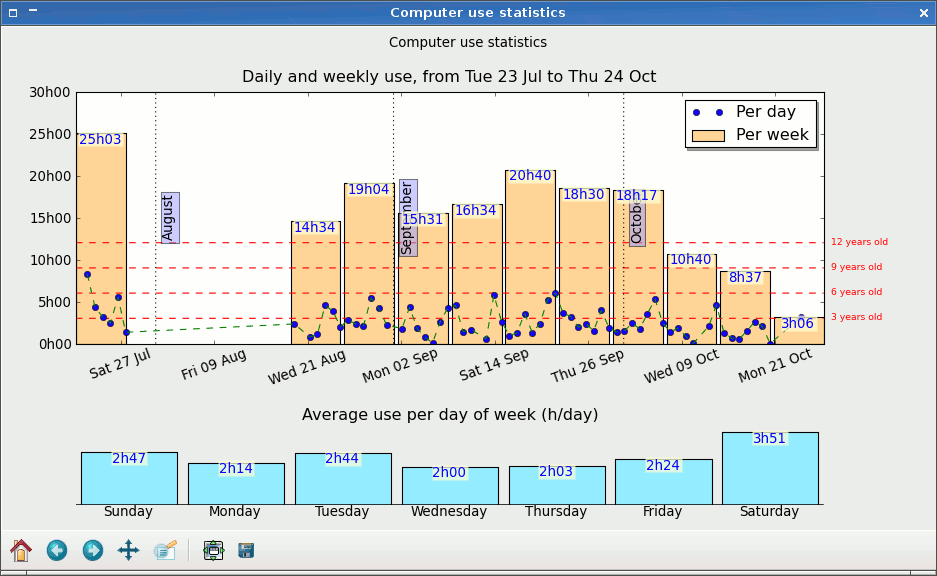
Interfaccia di DoudouLinux per il monitoraggio dell'utilizzo del computer

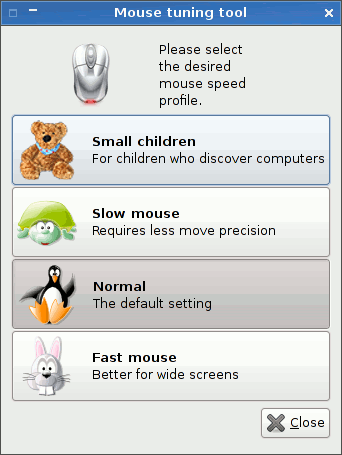

Le versioni 1.x sono chiamate Gondwana, e le versioni 2.x sono chiamate Hyperborea .
DoudouLinux utilizza una versione profondamente modificata di LXDE come ambiente desktop, concepita per essere il più semplice possibile per l'utilizzo dei bambini.
DoudouLinux mette a disposizione un gran numero di software educazionale tra cui la suite GCompris, Child's Play e le applicazioni educative di KDE.
Il browser web predefinito è Ephiphany, messo a disposizione con lo strumento di filtraggio web DansGuardian e con DuckDuckGo quale motore di ricerca predefinito.
La versione 2.1 contiene anche un software per monitorare l'utilizzo del computer da parte dei bambini.

## Configurazione minima
La configurazione minima consigliata da DoudouLinux è la seguente: 256 MB di memoria RAM, processore da 800 MHz e display da 800×600.

## Menzioni
Le recensioni di PCMag WebUpd8.org hanno elogiato la semplicità dell'interfaccia software e della sua facilità d'utilizzo per i bambini.
Le recensioni di ILoveFreeSoftware.com e MakeTechEasier.com si sono concentrate sui giochi educativi messi a disposizione da DoudouLinux.
Una recensione di Unixmen.com si è concentrata sugli aggiornamenti della versione 2.0 che includevano una revisione dell'interfaccia utente e aggiornamenti di sicurezza.
Una recensione di Mundiario.com si è concentrata sul processo di installazione di DoudouLinux, mentre la recensione di Altreconomia.it ha esaminato l'attenzione della distribuzione sui bambini e il background di un'azienda italiana che utilizza DoudouLinux sui computer.